# Isabel Etxeberria Gorriti
Isabel Etxeberria Gorriti (Sant Sebastià, 31 de gener de 1915) és una professora basca que va passar la major part de la seva vida professional a Llançà (Alt Empordà). Durant la Segona República, va començar a ensenyar fent pràctiques a Àlaba. Com a conseqüència de les purgues de les autoritats franquistes, després de treballar a Getaria (Guipúscoa) i Gabiria (Guipúscoa), va ser enviada a la localitat de Llançà.

## Origen i primers anys
Isabel Etxeberria va néixer en una família basca a Sant Sebastià. A més d'Isabel, hi havia altres dues germanes i un germà més grans, i un germà petit.

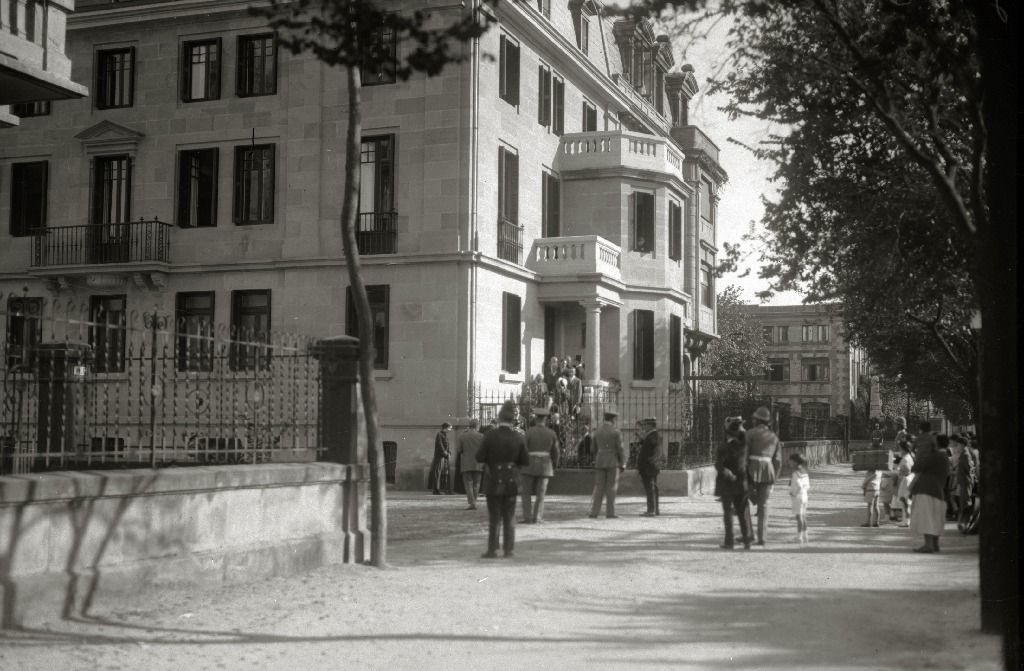
L'escola estava ubicada a l'edifici del passeig de França de Sant Sebastià, al número 9.

Després dels seus primers estudis a Sant Sebastià, va passar dos anys d'internat a l'Escola Carmelita Descalça de Zumaia. Va tornar a Sant Sebastià per estudiar batxillerat a l'escola de la Institució Teresiana, al passeig de França, al centre de la ciutat. Mentre estudiava allà, es va proclamar la Segona República espanyola, quan ella tenia setze anys.
Després d'acabar el batxillerat i veure que aconseguia uns resultats excel·lents, es va decidir a continuar els seus estudis, atreta pels canvis radicals que la Segona República va provocar en el camp de l'educació. Així, va decidir continuar els estudis de professora, d'una banda, com una oportunitat per mantenir-se connectada al món de l'aprenentatge; i, d'altra banda, amb la reforma de la República, va ser l'oportunitat perfecta per als mestres de rebre una educació àmplia i profunda.

## Estudis

### Un llarg camí per a ser professora

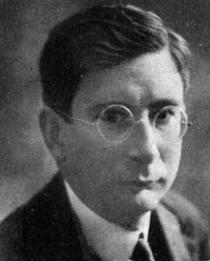
Marcel·lí Domingo (1930)

La Segona República Espanyola va canviar radicalment els seus plans d'estudis sota la direcció del ministre d'Instrucció Pública i Belles Arts, Marcel·lí Domingo. Els estudiants que volien ser professors havien de passar un examen rigorós, un cop acabats els estudis secundaris, per poder cursar una de les places limitades que oferia l'Escola de Formació del Professorat. Després de tres anys d'estudi intensiu, van haver de passar un examen final, abans de fer el darrer pas: un any de pràctica en una escola amb el mateix salari que un professor.
En els primers passos de la Segona República, l'Escola Normal de Sant Sebastià es va establir al col·legi de la Companyia de Jesús. Isabel Etxeberria hi va començar els seus estudis a la tardor de 1932.
Juntament amb assignatures intensives, hi va aprendre anglès i treballs manuals. També practicava molt la música; Isabel Etxeberria ja n'havia après, de música, a casa seva, ja que els seus pares i germans eren amants de la música. Va estudiar piano, i també va intentar tocar el txistu, amb 85 anys, però se li va fer «molt difícil».
Triada l'especialitat de ciències, Isabel Etxeberria va tenir l'oportunitat de treure tot el partit a l'apassionada reforma pedagògica de la Segona República en aquells tres anys. Es basaven en totes les tendències pedagògiques per despertar l'espontaneïtat de l'alumnat, amb l'objectiu de canviar radicalment la conducta del professor: en el nou sistema educatiu de la República, el professor havia de ser el referent dels nens i nenes.
Per a una millor comprensió dels fonaments i enfocaments de la pedagogia innovadora, els professors feien una estada a Madrid, com a viatge de fi de carrera, per a participar en un seminari organitzat pel projecte pedagògic Institución Libre de Enseñanza.

### Pràctiques a la Ribera Baja

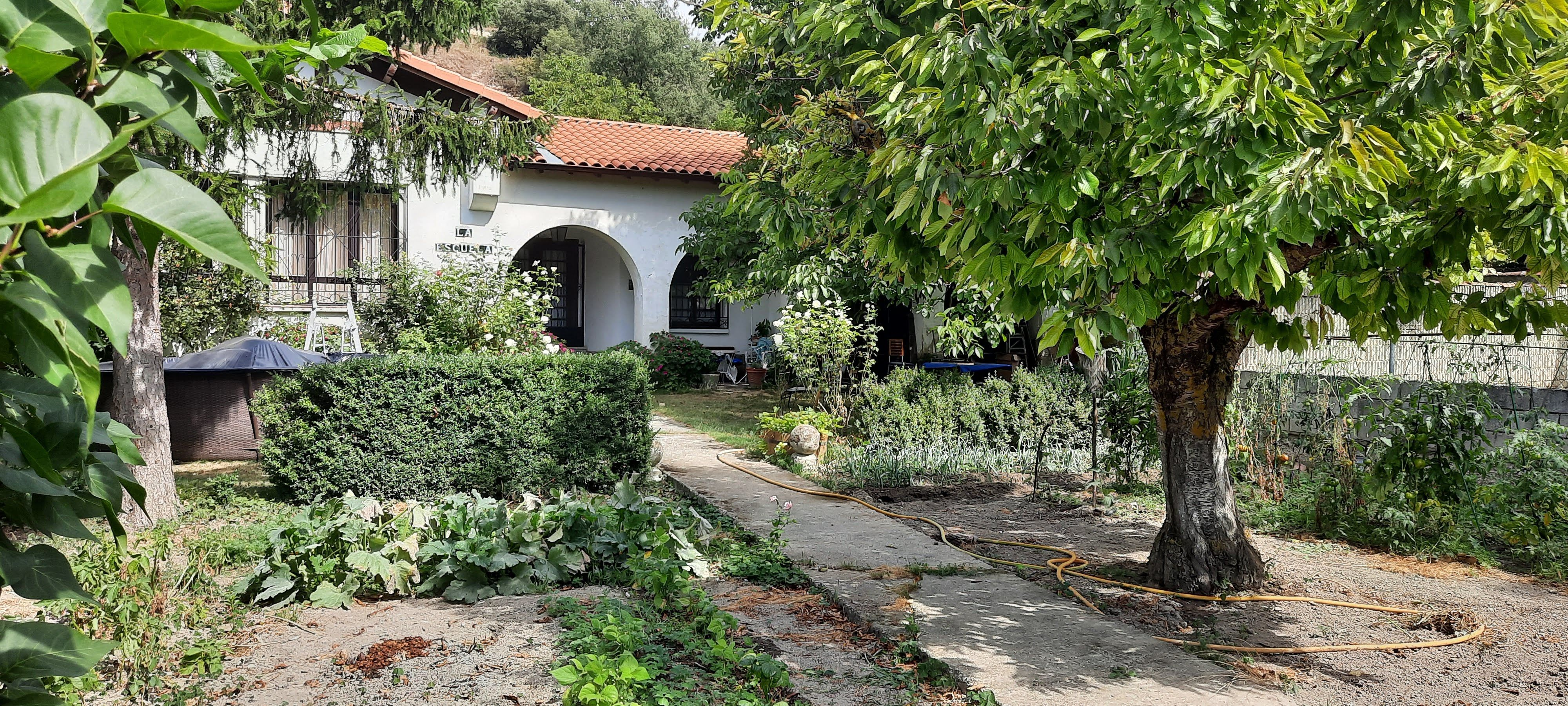
Escola construïda en l'època de la República a Quintanilla de Ribera Baja, (foto de 2021), actualment reconvertida en habitatge.

Després dels tres cursos realitzats a l'Escola Normal, Isabel Etxeberria va haver de realitzar un curs de pràctiques a Quintanilla de la Ribera Baja, a la Quadrilla d'Añana d'Àlaba, començant a l'octubre de 1935.
Malgrat que era un poble petit, hi va trobar nou de trinca l'edifici de l'escola; una de les quatre mil noves escoles construïdes en tot Espanya entre 1931-1935 dins de la planificació de la República. Per descomptat, s'hi feien classes mixtes, nens i nenes, no sols locals, sinó de tots els barris de la zona.
Una altra de les mesures adoptades per la República per a incrementar la dignitat de la professió dels mestres va ser que els professors en pràctiques rebien gairebé el salari ordinari de mestres.
Per a finalitzar el curs, un inspector d'educació feia una avaluació a cada professor, ja que sense superar-la no es podia obtenir el títol de mestre. Isabel Etxeberria no va tenir problemes per a superar l'avaluació.

## La guerra

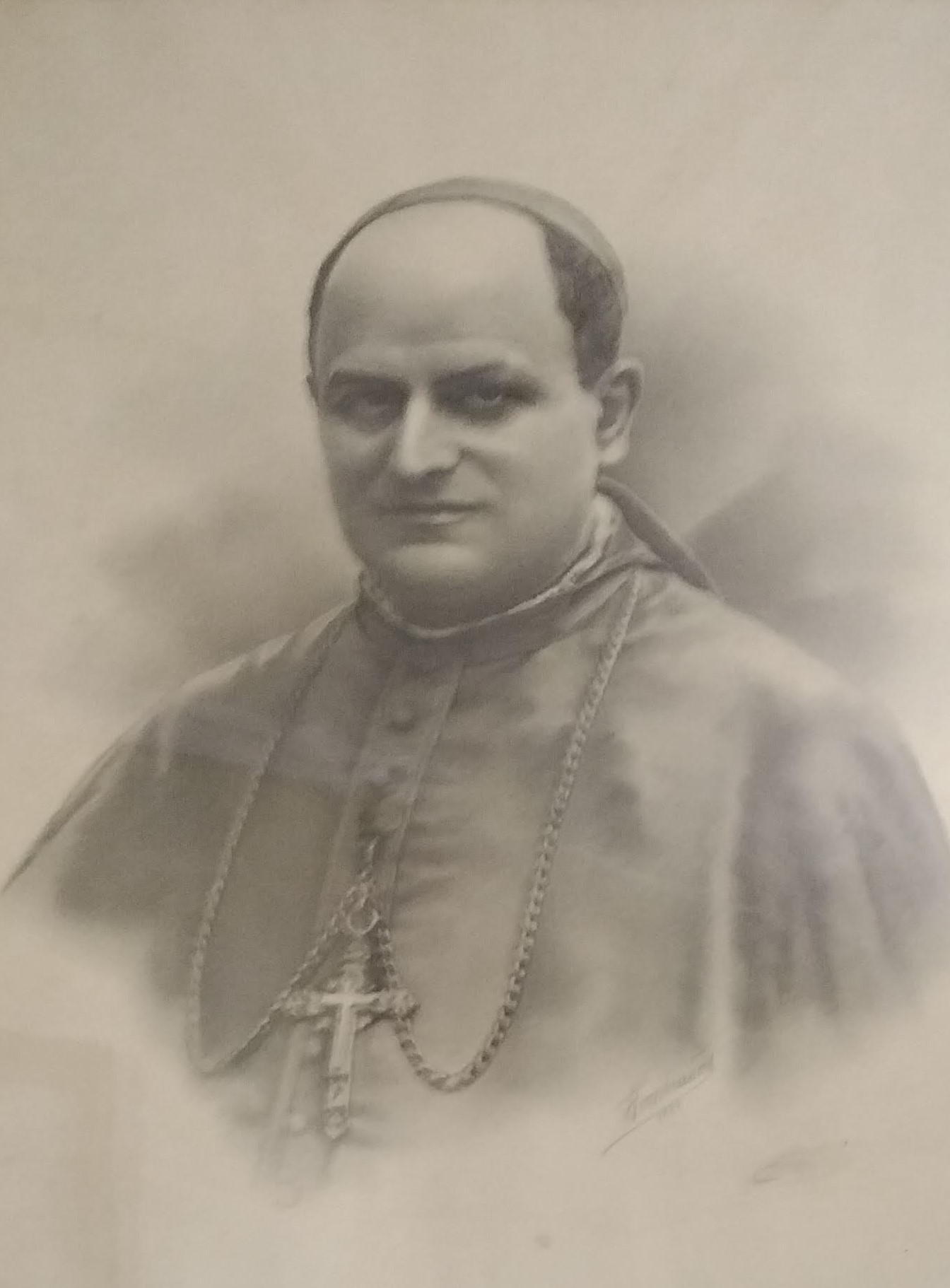
Mateo Muxika

Tot i que el curs acabava el 15 de juliol, el bisbe de Vitòria, Mateo Muxika, va assenyalar que havia de visitar el poble en els pròxims dies per a donar la confirmació als joves. En un petit poble d'aquestes característiques era inusual rebre la visita del bisbe, per la qual cosa el capellà del poble, originari d'Astigarraga, li va demanar que romangués al poble. Així, el cop d'estat del 18 de juliol de 1936 la va enxampar al poblet alabès.
Àlaba estava en mans dels franquistes íntegrament, mentre que Sant Sebastià era encara sota el govern de la República; així que va poder, Isabel Etxeberria se'n va anar a casa seva. En arribar a Sant Sebastià, però, hi va trobar la casa familiar ocupada per una família franquista. Sa mare i els germans se n'havien anat a Arrona, abans que els franquistes ocupessin la capital guipuscoana. Els republicans havien ja detingut una vegada Juan, germà seminarista de la Isabel, i la mare temia que el poguessin arrestar de nou.
En aquella situació i sense poder contactar amb la seva família, va decidir tornar a Ribera Baja. Al cap d'unes setmanes, la família va aconseguir reunir-se a Sant Sebastià, quan es va assabentar que els ocupants se n'havien anat de la casa. Isabel Etxeberria tenia llavors 21 anys.

## Mestra de la República durant el Franquisme
Els franquistes van començar immediatament a aplicar represàlies contra els mestres de la República en tots els territoris que dominaven. «Quan va venir la guerra, nosaltres érem els enemics», segons Isabel Etxeberria.

### Conseqüències de la depuració
Les mestres de la República van ser el primer col·lectiu que va sofrir la repressió franquista. Els feixistes van utilitzar diverses opcions per a aplicar represàlies contra els professors que no van decidir anar a l'exili:
- Condemnes de mort per judicis militars.
- Inhabilitació docent.
- Jubilacions forçoses.
- Curs obligatori de «reeducació».
- Trasllats forçats a províncies o territoris remots.
- Recerques dels comitès de depuració.[13]

En tornar a Sant Sebastià, Isabel Etxeberria va ser obligada a realitzar el Servei Social que el franquisme va establir per a les dones, sense el qual no es podia obtenir el títol de professora en el nou règim feixista. El Servei Social organitzat per la Secció Femenina de Falange Espanyola era imprescindible per a aquelles dones solteres d'entre 17 i 35 anys que volien treballar. Isabel Etxeberria hi va haver de fer, durant dos o tres mesos, tasques de cosit a màquina, infermeria, com a cambrera en un menjador social i, els caps de setmana, demanant diners pels carrers.

### Getaria, Gabiria

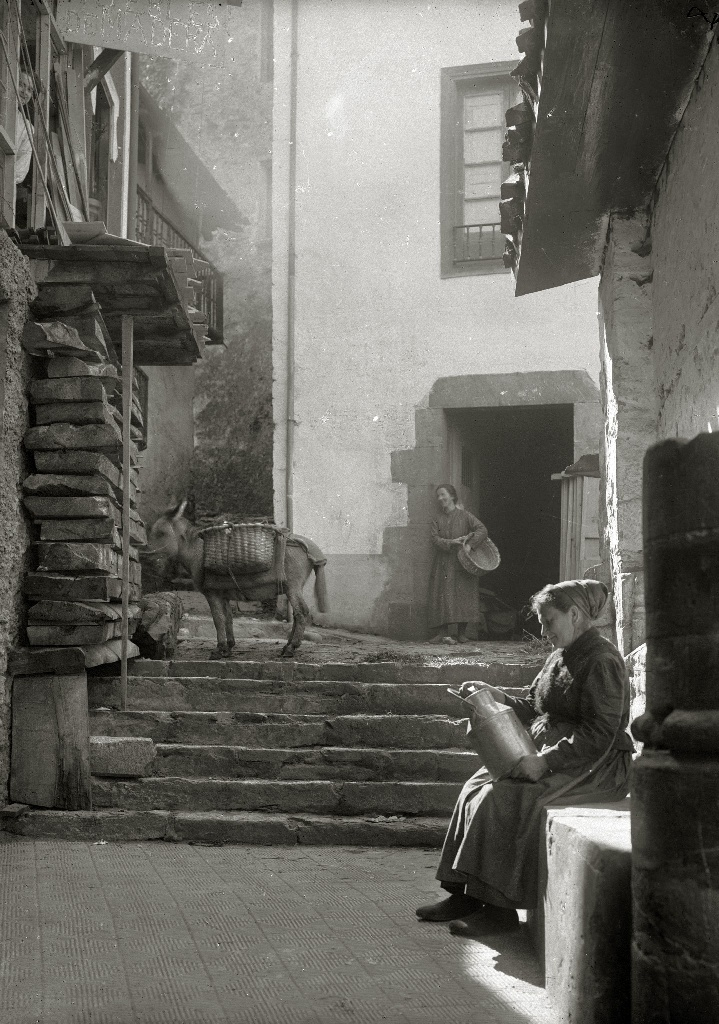
Vila de Getaria, 1932.

Acabat el Servei Social, després de l'informe de depuració, va ser enviada a Getaria (Guipúscoa) com a destinació forçosa. Va començar a treballar-hi com a mestra l'11 de setembre de 1937, a l'escola de la Confraria de Pescadors, en un grup amb només nois. Al poble hi havia una escola central, però en aquella escola més petita la majoria dels alumnes eren fills de pescadors.

Segons Isabel Etxeberria, la població de Getaria sofria una gran pobresa en aquells anys. A tall d'exemple, l'amo de la casa on s'estava la Isabel, Francisco Iruretagoiena, minusvàlid, estava obligat a realitzar una guàrdia nocturna en la carretera, ja que tots els pobles havien de posar-hi guàrdies nocturns, i els pescadors havien de pagar diners per a estar lliures d'aquella tasca.

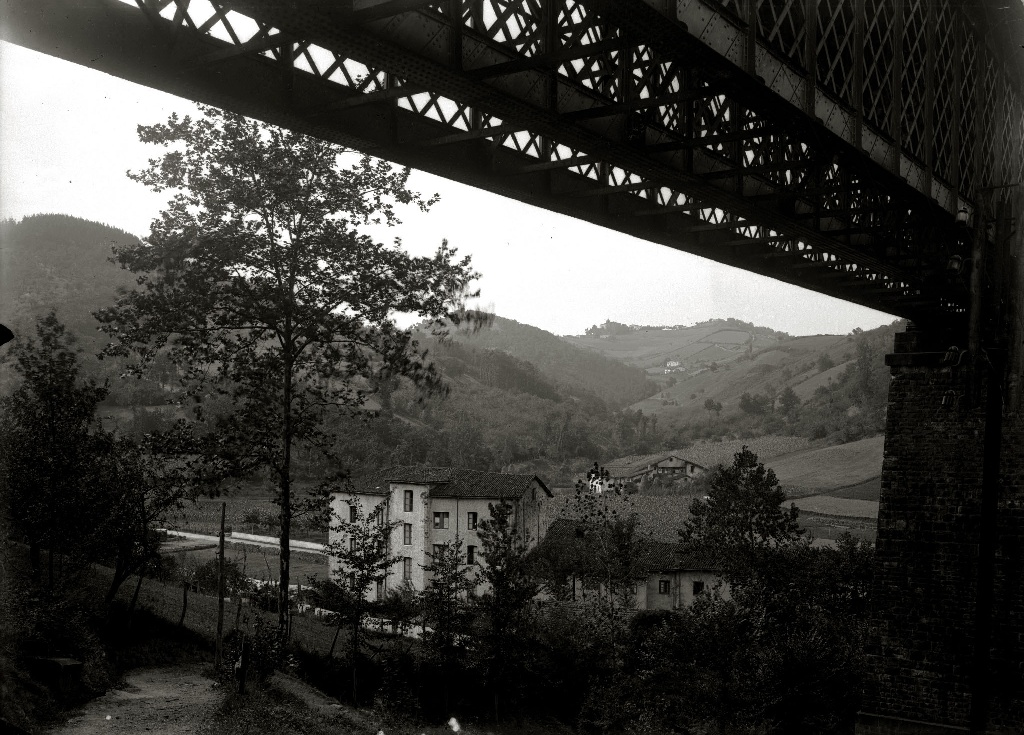
Gabiria vista des d'Ormaiztegi (1940).

Isabel Etxeberria va fer dos cursos a l'escola de Getaria, fins a 1939. Hi va saber que la Guerra Civil espanyola havia acabat.
Va haver de sortir de l'escola de Getaria per un segon expedient de depuració. Així, el 17 de setembre de 1939, va ser enviada a l'escola de Gabiria (Goierri, Guipúscoa) per a fer-se càrrec del grup de nenes.
Hi va fer quatre cursos, a Gabiria, fins a desembre de 1942. Probablement, la inspecció educativa la malmirava, per raó de parlar en basc amb les alumnes. Aleshores, se li va adjudicar definitivament destí a Llançà.

## Llançà, lloc de treball i residència

### Opció forçada
Isabel Etxeberria, juntament amb molts altres mestres depurats de la República, va ser obligada a presentar-se al concurs general per a l'adjudicació de llocs de treball docents per tot Espanya: 
| «                            | En el concurs havies d'escollir entre les places que quedaven i nosaltres, els mestres de la República, vam ser els últims a escollir. Havíem d'esperar que primer es col·loquessin la resta. Vaig escollir Llançà pel mar”, diu amb convicció. Recorda quines altres destinacions podria haver triat?, li pregunto. “Sí. A Andalusia hi havia molts pobles. També hi era Galícia, alguns pobles d'Astúries i València. Però a mi m’interessava ser tan a prop de casa com fos possible i per allà no hi havia opció! Mira, ves-te’n lluny! Vaig haver d'acceptar el que hi havia. La meva mare em deia que Llançà era molt lluny, però jo sempre li deia que si m’anava malament ja tornaria. Sempre he estat molt lliure, en la mesura del possible. Almenys, he lluitat | » |
| — Isabel Etxeberria, La Mira | |   |

Així, Isabel Etxeberria va arribar al poble de Llançà (Alt Empordà) un dia de gener de 1943.

### Llançà a la postguerra
Llançà va ser també un poble republicà i d'esquerres durant la Primera i la Segona República espanyoles, sent batlle, en nom d'Esquerra Republicana, Pere Purcallas i Salvà. Com a conseqüència d'això, durant els primers anys de la dictadura franquista, la població va sofrir una dura repressió; molts dels homes del poble van ser morts en la guerra, moltes famílies que s'havien escapolit a l'exili... Al poble hi havia molta pobresa, segons Isabel Etxeberria.
L'edifici de l'escola es va construir els anys 1920, quan l'Ajuntament de llavors havia assumit una gran responsabilitat per a agrupar les aules disperses pel poble i reunir-les en un edifici adequat. Seguint el projecte de l'arquitecte Ricard Giralt Casadesús, l'edifici de les noves escoles es va inaugurar en el curs 1928-1929, després d'una llarga i complexa gestió municipal.
L'edifici alberga la Casa Consistorial des de la construcció, en 1976, de la nova escola Pompeu Fabra.
Per descomptat, durant el franquisme les noies i els nois estaven separats, en cadascuna de les plantes de l'edifici; a la primera, els nois, a la planta baixa, les noies. Al primer curs, Isabel Etxeberria va tenir al seu càrrec noies de tercer, però a partir de llavors va treballar amb grups de noies d'entre 12 i 14 anys, fins que en els últims anys de la transició es van reprendre els equips mixtos. És clar, només un professor ensenyava totes les assignatures.

### Tota una vida de professora

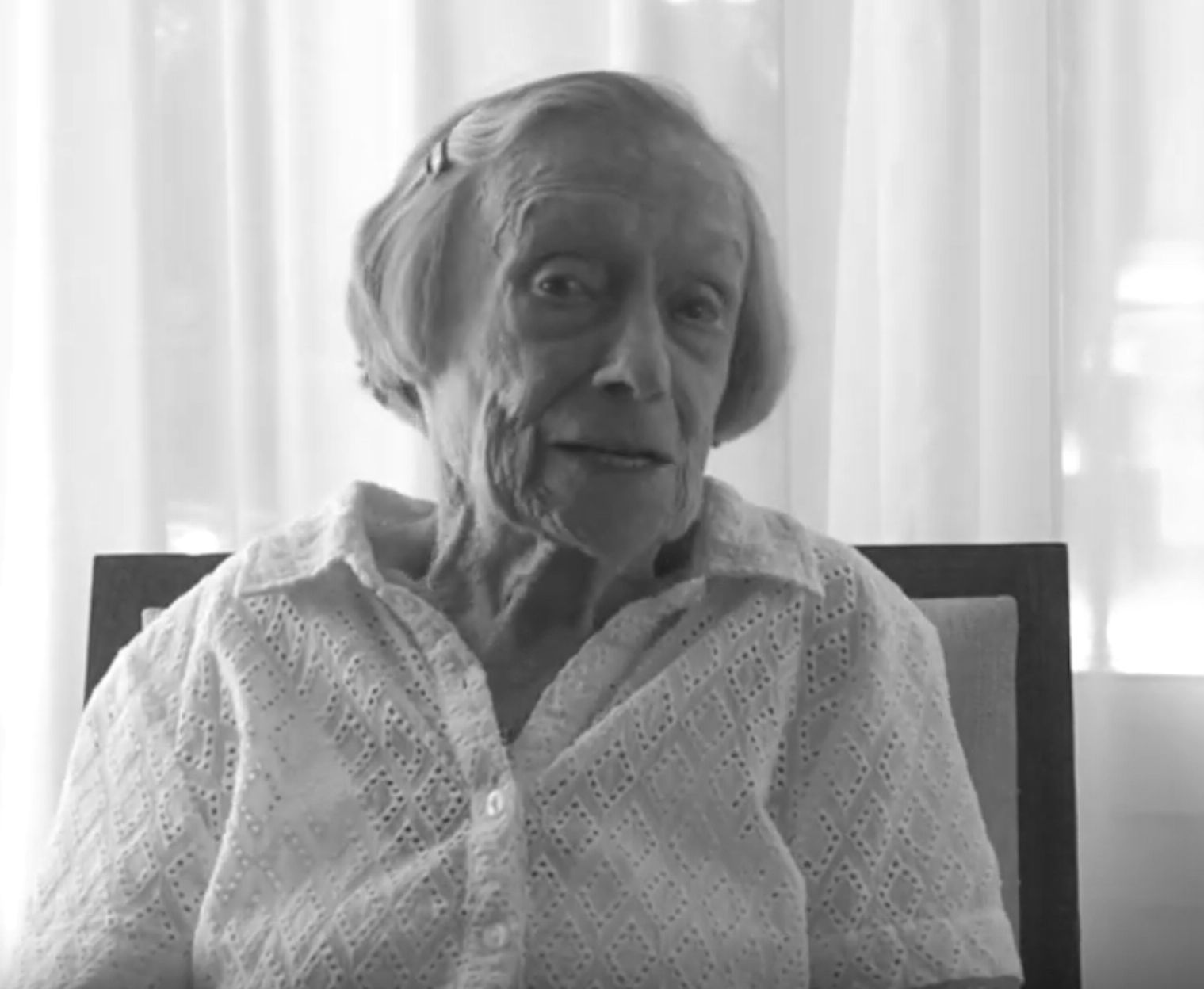
Isabel Etxeberria, a Llancà (2021).

Isabel Etxeberria va fer gairebé tota la seva vida professional a Llançà, on va ser professora de l'escola durant trenta-set anys, fins que es va jubilar el 1980.
Durant aquests llargs anys va veure canviar l'escola, el poble i la societat de Llançà, de la dictadura més estricta del franquisme als primers anys de la democràcia. Ella va intentar perpetuar sempre la concepció i l'esperit de les mestres de la República, tant el que fa a l'ensenyament com el que fa a la llengua.
| «                            | Estimar els nens. Si els estimes, t’hi entens. És molt estrany el nen, per molt dolent que sigui, que no arribis a saber portar. Pot picar de peus, et pot insultar, es pot enfadar..., però alguna cosa trobaràs. És més còmode deixar-lo, però un mestre s'ha de sacrificar […] el mestre ha de tenir en compte que està formant, està influint en la formació del que serà aquella persona, aquell nen. […] Aquí es parlava català malgrat que a l'escola obligaven a fer-ho en castellà. De la mateixa manera que jo parlava en basc amb les nenes de Gabiria i estava prohibit. Els mestres d'aquí, doncs, parlaven en català, com és natural. | » |
| — Isabel Etxeberria, La Mira | |   |

### Matrimoni i filles
Isabel Etxeberria va arrelar a Llançà en casar-se amb Miquel Fa i Caula. Van tenir dues filles: Maria Dolors i Mayra.

## Memòria i distincions

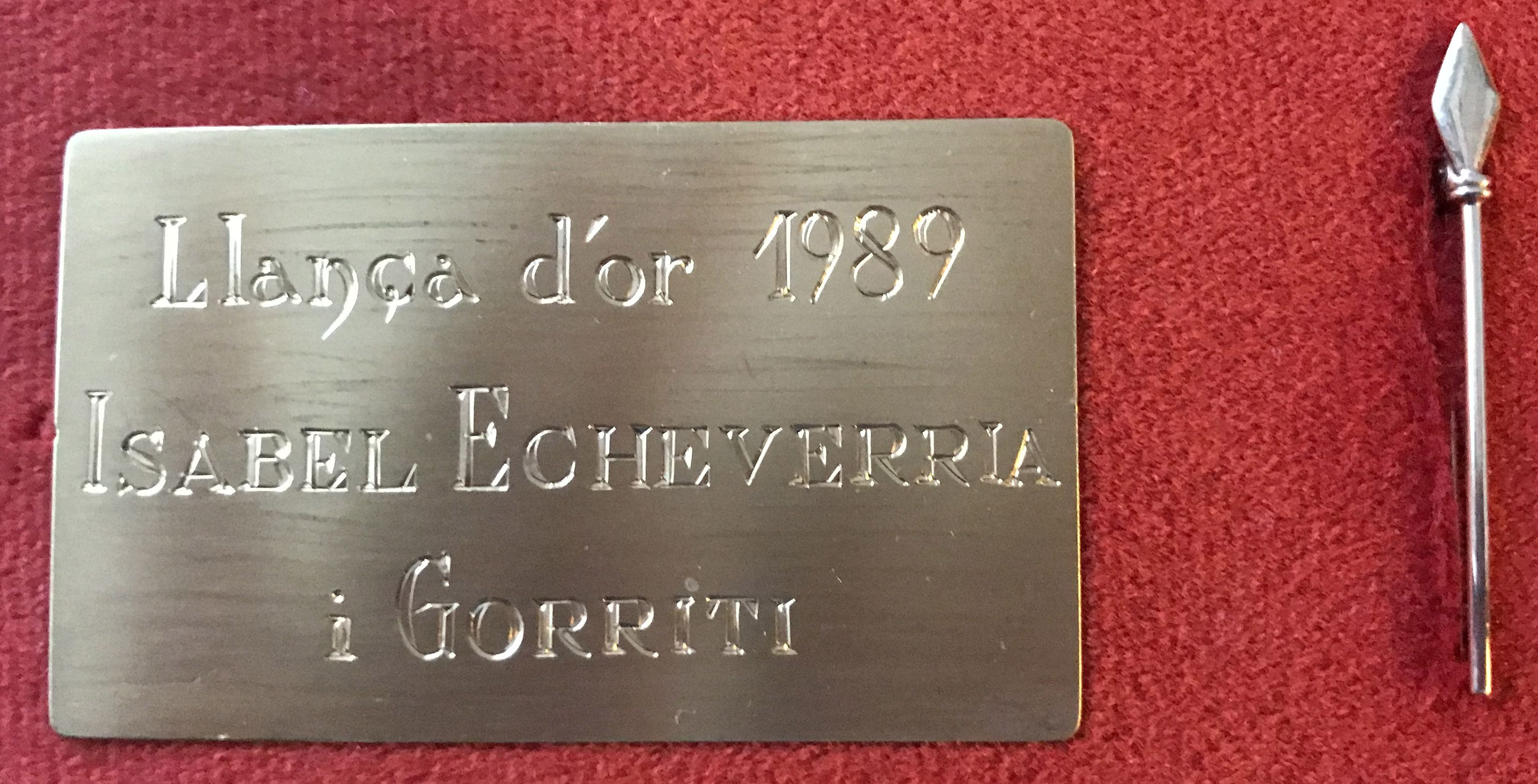
Premi Llança d'or 1989.

### Llança d'Or (1989)
L'any 1989, l'Ajuntament de Llançà li va atorgar la distinció Llança d'Or, «pels seus trenta-set anys de fecund magisteri a la nostra vila i per la seva generosa aportació social i cultural».

Quan va complir cent anys, el 2015, Isabel Etxeberria va tornar a Quintanilla de Ribera Baja per a reunir-se amb cinc supervivents dels catorze alumnes que va tenir en el grup el 1935.

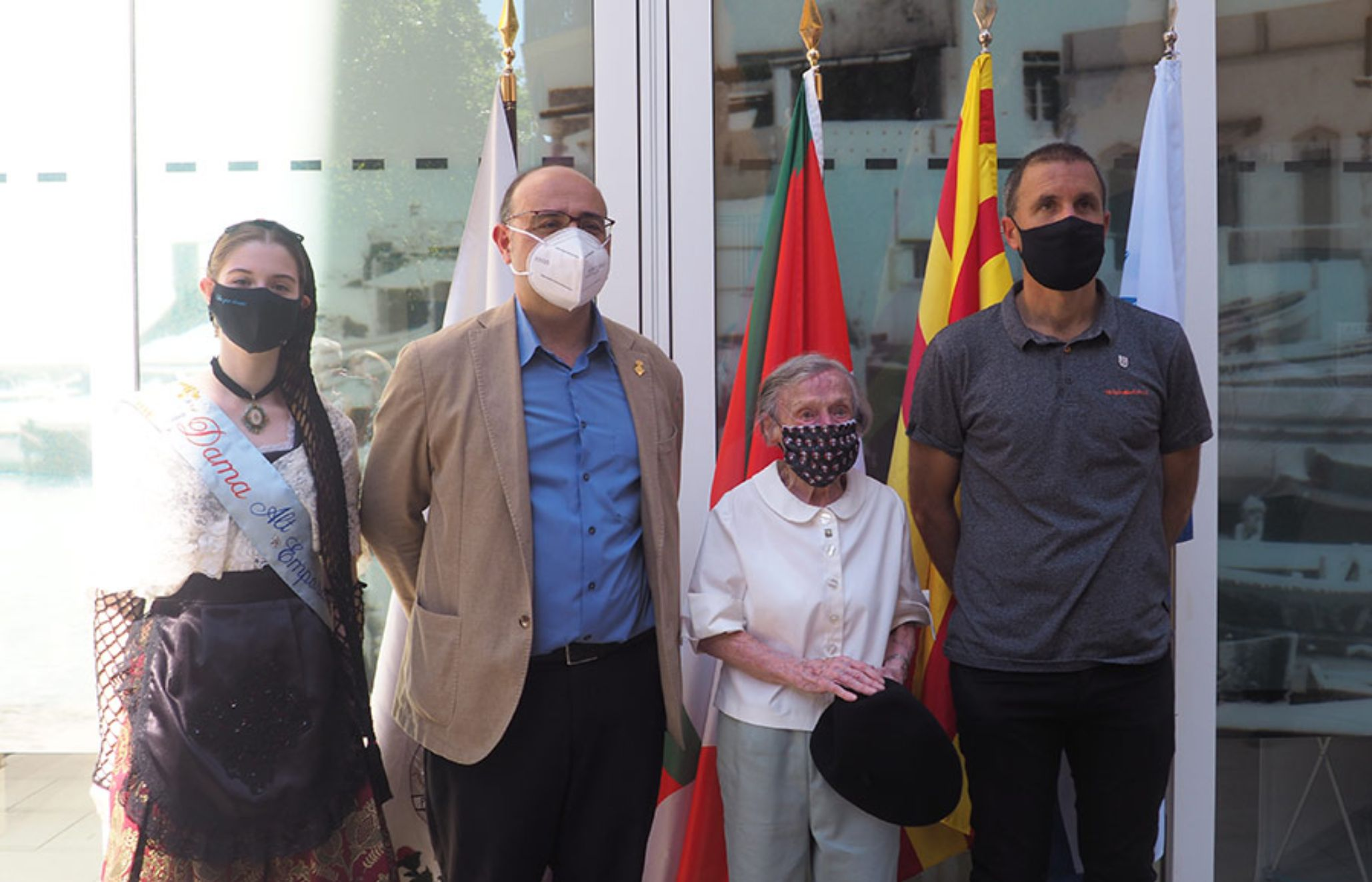
D'esquerra a dreta: Maria Casas, pubilla de Llançà; Francesc Guisset, alcalde de Llançà; Isabel Etxeberria; i Haritz Alberdi, alcalde de Getaria (Guipúscoa), el 12 de setembre de 2020.

### Homenatge dels ajuntaments (2020)
El 12 de setembre de 2020, la Societat de Ciències Aranzadi, l'Ajuntament de Llançà i l'Ajuntament de Getaria van fer una acte d'homenatge a Isabel Etxeberria, a Llançà, per la depuració soferta durant el franquisme i per la seva tasca com a mestra local durant tota la vida. L'alcalde de Getaria, Haritz Alberdi, hi va ballar l'aurresku d'honor.

### Creu de Sant Jordi (2021)
El 2021, la Generalitat de Catalunya li va atorgar la Creu de Sant Jordi «en reconeixement del seu paper esforçat per dotar el nostre país d'una pedagogia pròpia i d'un sistema d'ensenyament consolidat, a través d'un treball tenaç personal que es va iniciar amb la seva arribada a l'escola de Llançà el 1943, on va exercir la docència durant 40 anys. Allà s'hi va establir després d'haver estat mestra basca de la República, depurada pel franquisme. Als seus 106 anys, continua sent un referent per a moltes generacions».
El premi li va ser lliurat per Pere Aragonès, president de la Generalitat de Catalunya, en un acte celebrat al Teatre Municipal Cooperativa de Barberà del Vallès, el 13 de desembre de 2021. La resta de guardonats i el públic que hi havia es van posar dempeus per donar un llarg aplaudiment a Isabel Etxeberria.